# Ostre i przemijające zaburzenia psychotyczne
Ostre i przemijające zaburzenia psychotyczne – występowanie objawów psychotycznych takich jak halucynacje, urojenia i zaburzeń postrzegania, o ostrym początku wynoszącym dwa tygodnie lub krócej.
Wystąpienie zaburzenia klasyfikowanego jako ostre i przemijające zaburzenia psychotyczne może się wiązać z wystąpieniem silnego, traumatyzującego stresu.
Powrót do zdrowia następuje w ciągu kilku miesięcy; może jednak do niego dojść w okresie kilku tygodni lub dni. Jeżeli nie następuje poprawa stanu psychicznego, należy rozpoznać inny typ zaburzenia psychotycznego.

## Klasyfikacja ICD10
| kod ICD10     | nazwa choroby                                                          |
| ------------- | ---------------------------------------------------------------------- |
| ICD-10: F23   | Ostre i przemijające zaburzenia psychotyczne                           |
| ICD-10: F23.0 | Ostre wielopostaciowe zaburzenie psychotyczne bez objawów schizofrenii |
| ICD-10: F23.1 | Ostre wielopostaciowe zaburzenie psychotyczne z objawami schizofrenii  |
| ICD-10: F23.2 | Ostre zaburzenie psychotyczne podobne do schizofrenii                  |
| ICD-10: F23.3 | Inne ostre zaburzenie psychotyczne z przewagą urojeń                   |
| ICD-10: F23.8 | Inne ostre i przemijające zaburzenia psychotyczne                      |
| ICD-10: F23.9 | Ostre i przemijające zaburzenia psychotyczne, nieokreślone             |